# Rati
Za indonezijsku božicu, pogledajte „Dewi Ratih”.
Rati (sanskrt रति) hinduistička je božica ljubavi, požude, strasti i seksualnog zadovoljstva. Kći je boga Dakshe (दक्ष) i njegove žene Prasuti te tako unuka velikog boga Brahme. Rati je ženski pandan, supruga i pratiteljica boga ljubavi Kamadeve te se s njim vrlo često pojavljuje u mitovima i na prikazima u hramovima. U Indiji ju štuju zajedno s Kamadevom. Rati se često povezuje s erekcijom i spolnim užitkom te su mnoga indijska imena za seksualnu aktivnost povezana s njezinim imenom.

## Ime
Ime ove božice dolazi od sanskrtske riječi ram = „uživaj”. Njezino ime se može koristiti za označavanje bilo kojeg užitka, ali se najčešće koristi za onaj seksualni. Ratino se ime pojavljuje u sanskrtskom erotskom djelu naziva Ratirahasya = „Ratine tajne”.

## Poveznice
- Afrodita – božica povezana sa spolnošću i ljepotom u grčkoj mitologiji